# Gluckgasse
Die Gluckgasse befindet sich im 1. Wiener Gemeindebezirk, der Inneren Stadt. Sie wurde 1894 nach dem in Wien verstorbenen Komponisten Christoph Willibald Gluck benannt.

## Geschichte
Im Mittelalter verlief die damalige Ziecherstraße oder das Ziechgässlein von der Kärntner Straße (zwischen Nr. 26 und 28) bis zum Lobkowitzplatz. Der Name rührt möglicherweise vom Beruf der Fasszieher her. Das waren Arbeiter, die meist durch bloße Muskelkraft schwere Fässer durch die schmalen Gassen der Stadt zu ihrem Bestimmungsort brachten. Beim Bau des Kapuzinerklosters 1621–1622 wurde der schmale Durchgang von der Kärntner Straße in der Gegend der heutigen Tegetthoffstraße 1 und 3 durch eine Quermauer abgetrennt und 1639 mit dem Palais für Fürst Ferdinand Schwarzenberg verbaut, während zwischen der heutigen Tegetthoffstraße 1 und 4 eine Verbindung zum Neuen Markt geschaffen wurde. Somit verlief die nunmehr Klostergasse genannte Straße vom Lobkowitzplatz entlang des Kapuzinerklosters und ums Eck bis zum Neuen Markt. Auf der anderen Seite grenzte sie an das Wiener Bürgerspital. Dieses wurde 1784 bis 1790 in ein großes Zinshaus umgewandelt, das sogenannte Bürgerspitalzinshaus. Nachdem dieses 1873–1875 abgerissen wurde, musste der weitläufige Komplex neu parzelliert werden. Im Zuge dessen entstand 1876 die Tegetthoffstraße, wobei nun jener ums Eck liegende Teil der Klostergasse, der zum Neuen Markt führte, in die Tegetthoffstraße eingegliedert wurde. 1894 änderte man den Namen der verbliebenen Klostergasse in Gluckgasse.

## Lage und Charakteristik

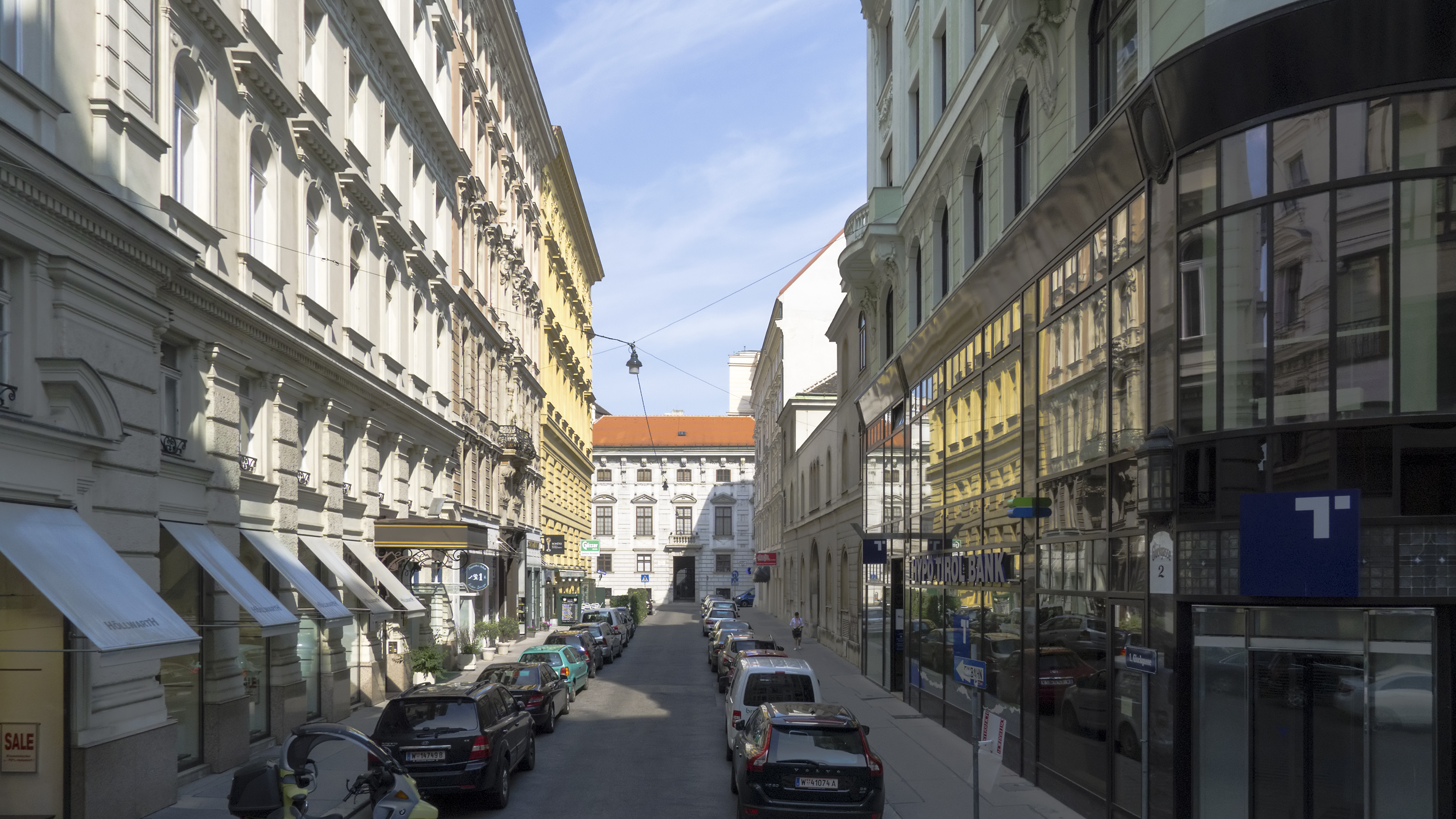
Gluckgasse von der Tegetthoffstraße nach Nordwesten

Die Gluckgasse verläuft von der Tegetthoffstraße in nordwestlicher Richtung bis zum Lobkowitzplatz. Sie wird als Einbahnstraße geführt, wobei der Autoverkehr und auch das Fußgängeraufkommen nicht allzu groß sind, obwohl sich ringsum touristisch stark frequentierte Straßen befinden. In der Gluckgasse verkehren keine öffentlichen Verkehrsmittel. Die Lokale bestehen großteils aus Galerien oder anderen künstlerischen Sparten und einem Restaurant. 
Das älteste Gebäude an der Gluckgasse ist das Kapuzinerkloster aus der Biedermeierzeit; alle anderen Häuser sind dem Historismus zuzuzählen und entstanden Ende des 19. und Anfang des 20. Jahrhunderts, wodurch die Gasse einen stilistisch einheitlichen Eindruck macht.

## Gebäude

### Nr. 1: Wohnhaus

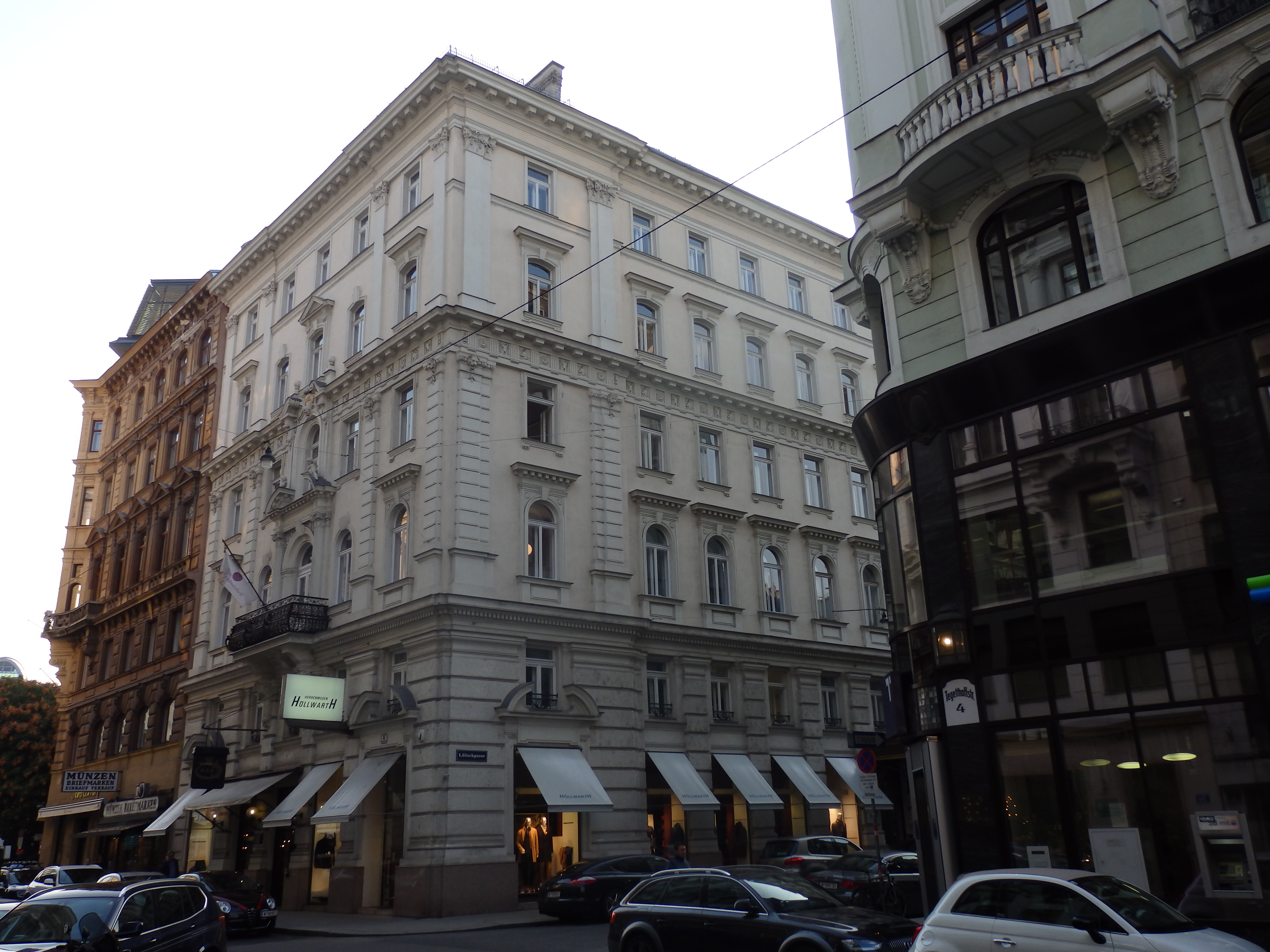
Gluckgasse 1 (1885) von Josef Hudetz

Anstelle des 1873–1875 abgerissenen Bürgerspitalzinshauses errichtete Josef Hudetz, der über gute Beziehungen zur Union-Baugesellschaft verfügte, auf dem neu parzellierten Gelände einen Häuserblock zwischen Führichgasse, Tegetthoffstraße und Gluckgasse. Zu diesem zählt auch das Eckhaus Tegetthoffstraße und Gluckgasse, das 1885 im späthistoristischen Stil erbaut wurde. Das 1918 gegründete Ministerium für Volksgesundheit bzw. das nach Ende der Monarchie bis 1919 bestehende Staatsamt für Volksgesundheit hatte in diesem Gebäude seinen Sitz.
Das Haus besitzt seichte Eck- und Seitenrisalite. Der zweigeschoßige Sockel ist durch gebänderte Pilaster und Türen mit gesprengtem Segmentgiebel gekennzeichnet, während die durch ein bemerkenswertes dorisches Fries mit Metopenreliefs in zwei Teile gegliederte Oberzone durch gerade verdachte Fenster im ersten und dritten Obergeschoß, genutete toskanische und korinthische Riesenpilaster an den Risaliten und einer betonten Mittelachse zur Tegetthoffstraße akzentuiert wird. Die secessionistische Glastür stammt aus dem Jahr 1905, das Vordach dazu ist neu, ruht aber auf geschwungenen Gitterkonsolen aus der Bauzeit des Hauses. Das Foyer ist durch Wandpfeiler gegliedert und besitzt, wie auch das Stiegenhaus, Stuckbalken. Geländer und Fußbodenfliesen des Stiegenhauses sind noch original.

### Nr. 2: Wohn- und Geschäftshaus

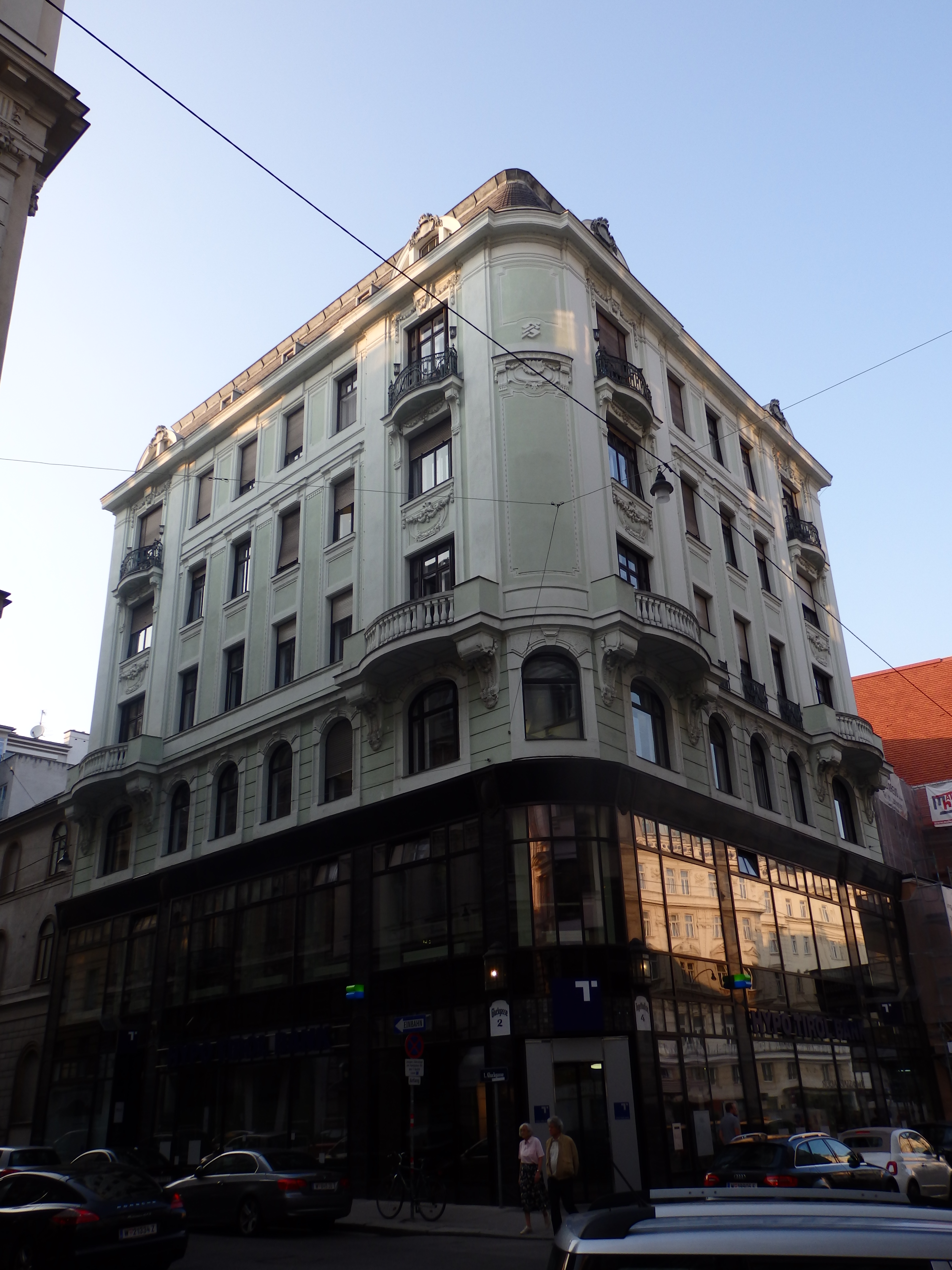
Gluckgasse 2 (1909–1910) von Siegfried Kramer

Das secessionistische Haus Ecke Gluckgasse und Tegetthoffstraße wird vom niedrigeren Kapuzinerkloster umgeben und ragt somit über die umgebenden Bauten hinaus. Das ursprünglich zum Kapuzinerkloster gehörende Areal musste 1786 auf Befehl Josephs II. für einen privaten Wohnhausbau abgetreten werden. Das jetzige Gebäude wurde 1909–1910 von Siegfried Kramer errichtet.
Das Haus besitzt eine abgerundete Ecke und eine hohe, mit verglastem Metallrahmen versehene Sockelzone, die 1980 von Burkhardt Rukschcio für die Banco do Brasil erneuert wurde. Darüber erhebt sich ein genutetes Zwischengeschoß und die durch Balkone, Lisenen, vergitterte französische Fenster und leichte Seitenrisalite mit von Kartuschen bekrönten Attikafenstern gegliederte Oberzone. Der Geschäftseingang an der Ecke zeigt die originale Supraportverglasung. Durch den Hauseingang mit einer Schmiedeeisentür gelangt man ins mit Steinplatten verkleidete Foyer mit Wandfeldern und Lisenen. An der segmentbogigen Stuckkassettentonne befinden sich bemerkenswerte Deckenluster. Das Stiegenhaus wird durch Wandfelder gegliedert und besitzt marmorgerahmte Fenster und Türen (diese mit vergitterten Oberlichten). Das Aufzugsgeländer stammt aus der Bauzeit.

### Nr. 3: Wohnhaus

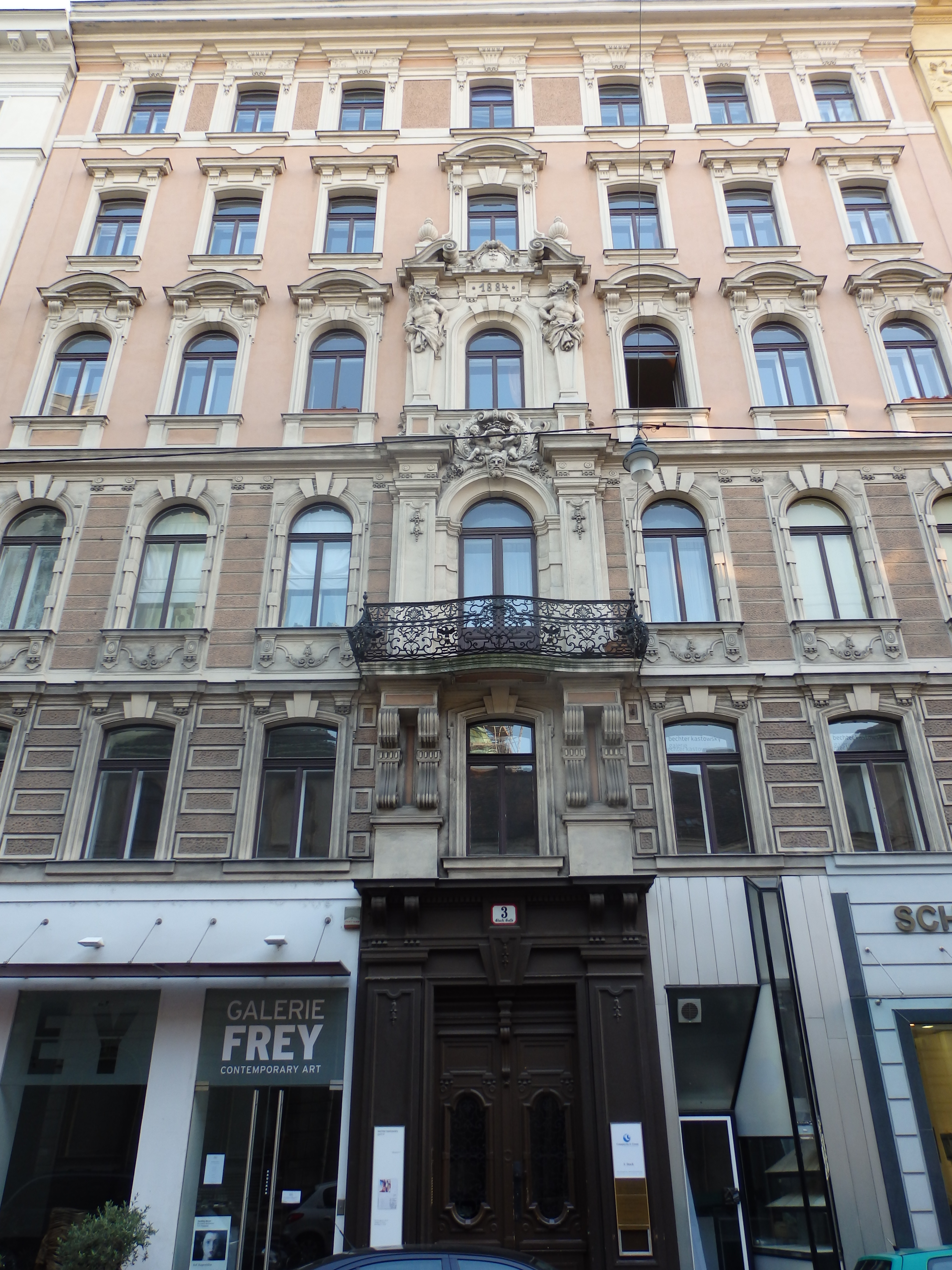
Gluckgasse 3 (1884) von Josef Hudetz

Das zu dem anstelle des Bürgerspitalzinshauses erbauten Häuserblocks zählende Wohnhaus wurde 1884 von Josef Hudetz im späthistoristischen Stil errichtet. Die dreiteilige Oberzone besteht aus einem unteren, gebänderten Bereich mit gerade verdachten Keilsteinfenstern, einem glatten mittleren Bereich mit neobarocken Fensterverdachungen und einem Attikageschoß, bei dem die Verdachungen durch ein Kranzgesims verkröpft sind. Die Fassade wird durch ihre betonte Mittelachse dominiert, die Doppelvoluten-Konsolen, einen prächtigen Schmiedeeisenbalkon, Genien und Vase zeigt. Darunter befindet sich das gerade verdachte Holzportal mit toskanischen Pilastern und verglaster, vergitterter Holztür. Die Sockelzone ist nicht mehr original vorhanden. Hier gestaltete Roland Rainer 1970 ein Geschäftsportal für den Goldschmied Drobny-Rainer und Eva Rubin 1972–1973 ein Geschäftslokal für den Goldschmied Stubhann mit kristallin gebrochener Auslagenvitrine. Das Foyer ist durch Wandpfeiler gegliedert, mit kartuschen- und maskenverzierten Wandfeldern. Außerdem befinden sich hier Giebeltüren, ein Plafond mit Stuckrosette und ein original Terrazzo-Fußboden. Im Stiegenhaus sind Stuckbalken und Maskenkonsolen zu sehen sowie originale Geländer. Das Gebäude steht unter Denkmalschutz.

### Nr. 4: Kapuzinerkloster
→ siehe auch Hauptartikel Kapuzinerkloster Wien
Das Kapuzinerkloster wurde 1622–1632 errichtet und nahm den gesamten Bereich zwischen Neuem Markt, Plankengasse, Spiegelgasse, Gluckgasse und Tegetthoffstraße ein. 1786 verfügte Kaiser Joseph II. beträchtliche Abtretungen mehrerer Klostergebäude zugunsten von Wohnneubauten. Auf dem verbliebenen, verwinkelten Gelände errichtete Johann Höhne 1840–1842 das Kloster in einem frühhistoristischen Rundbogenstil neu.

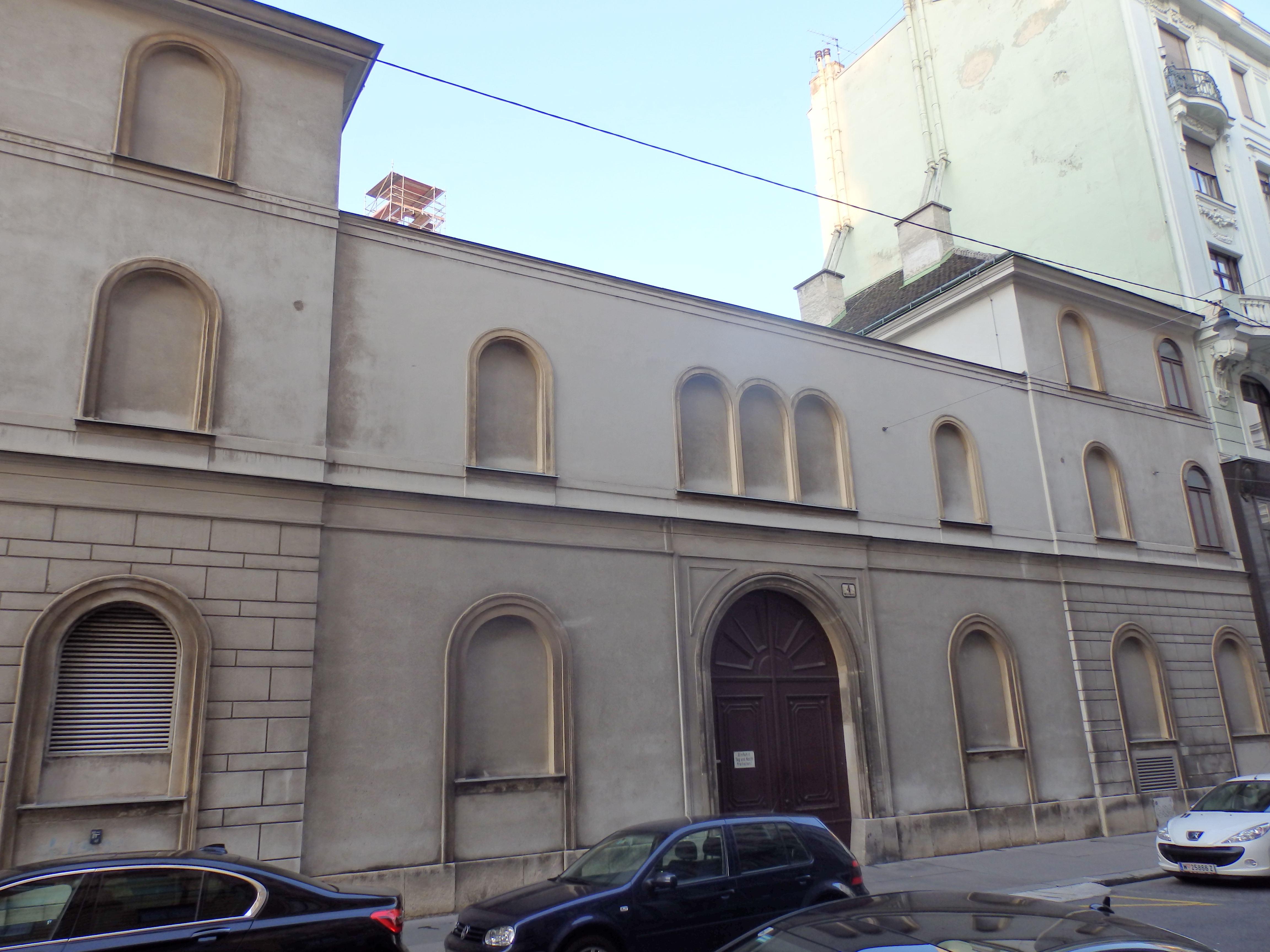
Kapuzinerkloster (1840–1842) von Johann Höhne, Gluckgasse 4

Im mittleren Bereich der Gluckgasse befindet sich der U-förmige Haupttrakt des Klosters mit Hauptstiegenhaus, Refektorium und Bibliothek. Eine niedrige Blendfassade vor dem Innenhof wird durch höhere Seitenrisalite mit Zeltdächern flankiert. Der Sockel der Risalite ist genutet gequadert, während die übrige Fassade glatt verputzt ist und ein Kordongesims besitzt. Die Rundbogenfenster sind zum Großteil Blendfenster. Über dem Rundbogenportal mit originalem Holztor zeigt sich ein dreiteiliges Rundbogenfenster. Auch im Inneren des schlichten Hofes sind ringsum Rundbogenfenster angebracht. Über der Toreinfahrt befindet sich ein Gemälde auf Metall, das den hl. Franziskus mit Kaiser Matthias und Kaiserin Anna vor der Gottesmutter zeigt.
Im Erdgeschoß liegt das Refektorium, das aus einem korbbogig tonnengewölbten Saal mit gefaschten Stichkappen und Stuckmedaillons, die die eucharistischen Symbole, IHS und Maria darstellen, besteht. Interessant sind die hier aufgehängten Gemälde. Es handelt sich um das Letzte Abendmahl von Joseph von Führich (1842) an der Stirnwand, die Verleihung des Portiunkula-Ablasses, eine oberitalienische Arbeit aus der Mitte des 17. Jahrhunderts an der gegenüberliegenden Wand, die Hl. Familie von Johann Manschgo (um 1841), der hl. Franziskus von Johann Manschgo (1841) und Kaiser Ferdinand I. von Georg Ridler (1841) an der Längswand, sowie um den hl. Laurentius von Brindisi und den hl. Fidelis von Sigmaringen vom Anfang des 19. Jahrhunderts an der Fensterwand.
Im ersten Obergeschoß befindet sich die spätklassizistische Bibliothek mit einer Pendentifkuppel zwischen Gurten, auf denen ein stuckierter Doppeladler und eine Bauinschrift zu sehen sind. Wandverbauten und quer eingestellte Schränke mit kannelierten Lisenen und bekrönenden Vasen beinhalten vor allem Bibeln und theologische Literatur, worunter sich auch Wiegendrucke befinden.
Das Hauptstiegenhaus besteht aus einer Vierpfeilertreppe mit Stuckplafond, auf dem die Leidenswerkzeuge Christi dargestellt sind. An Ausstattungsstücken sind hier ein Kruzifix aus dem vierten Viertel des 17. Jahrhunderts, eine gefasste Holzskulptur Stella maris aus der Mitte des 18. Jahrhunderts und ein weiteres Kruzifix (um 1600) untergebracht.
Das gesamte Kloster mit der Kirche und der Kapuzinergruft steht unter Denkmalschutz.

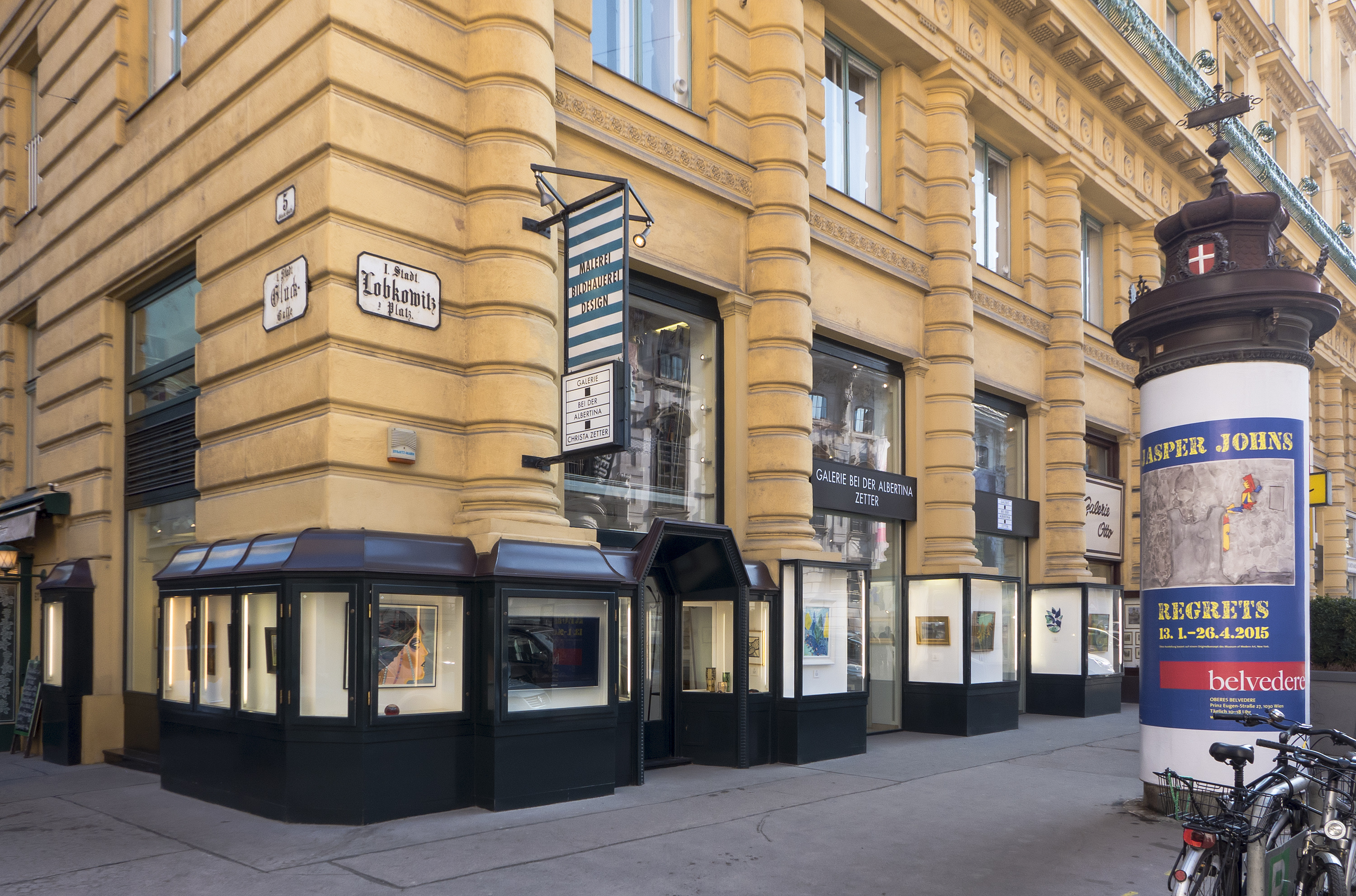
Gluckgasse 5, Ecke Lobkowitzplatz

### Nr. 5: Miethaus
Das an drei Seiten freistehende Miethaus zwischen Führichgasse, Lobkowitzplatz und Gluckgasse wurde 1884–1885 von Otto Wagner errichtet. Dabei handelt es sich um ein monumentales, historistisches Frühwerk des Architekten, das unter Denkmalschutz steht. Es liegt an der Hauptadresse Lobkowitzplatz 1.